# Diego Demme
Diego Demme (Herford, Renania del Norte-Westfalia, 21 de noviembre de 1991) es un futbolista alemán. Juega en la posición de centrocampista y desde 2024 milita en el Hertha Berlín de la 2. Bundesliga. Ha sido internacional con la selección alemana.

## Biografía
Nacido en Alemania, es de origen italiano por parte de padre; este último, hincha del S. S. C. Napoli, le puso el nombre en honor a Diego Armando Maradona.

## Trayectoria

### En Alemania
Se formó como futbolista en las categorías juveniles del Arminia Bielefeld y fue ascendido al primer equipo en 2010. Después de tres temporadas, fue traspasado al Paderborn 07 de la segunda división. En la temporada 2013-14 el club logró el ascenso a la primera categoría, tras quedar segundo en la tabla de posiciones de la liga, por detrás del Colonia.
En 2014, Demme fichó por el Leipzig de la tercera división. Con este club consiguió el ascenso a la segunda categoría y, más tarde, a la Bundesliga. En su primera temporada en la primera división, su equipo quedó en el segundo lugar en la tabla de posiciones de la liga. El 15 de abril de 2017, Demme le anotó un gol al Frisburgo en una victoria por 4:0. En el momento del gol, Nicolas Höfler intentó despejar el balón pero su pie golpeó a Demme en el rostro y, como resultado, este perdió un diente.

### S. S. C. Napoli
El 11 de enero de 2020, el Napoli italiano anunció su fichaje hasta junio de 2025. Tres días después debutó con la camiseta napolitana, entrando como suplente en la segunda parte del partido de la Copa Italia ante el Perugia, que los azzurri ganaron por 2-0. El 18 de enero debutó en la Serie A en la derrota por 0-2 contra la Fiorentina. El 3 de febrero, marcó su primer gol en la Serie A en el Estadio Luigi Ferraris de Génova ante la Sampdoria (2-4), y se convirtió en titular del mediocampo napolitano, llegando a ganar la Copa Italia contra la Juventus de Turín el 17 de junio.
El año siguiente, tras ser inicialmente suplente del recién fichado Tiémoué Bakayoko, volvió a ser titular, marcando dos goles en la liga italiana y uno en la Liga Europa.
El 24 de julio de 2021, durante un partido amistoso ganado por 1-0 contra el Pro Vercelli, sufrió una lesión de rodilla que le hizo estar indisponible durante dos meses, y volvió a jugar en la sexta jornada de la liga, en los últimos minutos del partido ganado por 2-0 contra el Cagliari. Terminó su tercer año con la camiseta azzurra con 25 partidos totales y un gol, marcado contra el Spezia el 22 de mayo de 2022.
Atormentado por otra lesión, esta vez en el pie izquierdo, en la temporada siguiente su empleo descendió drásticamente, jugando solo en 7 ocasiones. El 4 de mayo de 2023, ganó el primer Scudetto de su carrera.

### Regreso a Alemania
Tras finalizar su etapa en Nápoles, volvió al fútbol alemán después de firmar en julio de 2024 por dos años con el Hertha Berlín.

## Selección nacional
El 17 de mayo de 2017 fue convocado por Joachim Löw para disputar la Copa Confederaciones. Su debut se produjo el 10 de junio, en un partido por la clasificación de UEFA para la Copa Mundial de Fútbol de 2018 contra San Marino en el que sustituyó a Julian Draxler en el segundo tiempo; el encuentro finalizó 7:0 a su favor. Al comienzo de la Copa Confederaciones, quedó descartado debido a una lesión en la espalda.

### Participaciones en Copa Confederaciones
| Torneo                    | Sede  | Resultado |
| ------------------------- | ----- | --------- |
| Copa Confederaciones 2017 | Rusia | Campeón   |

## Estadísticas

### Clubes
La siguiente tabla detalla los encuentros disputados y los goles marcados por Demme en los clubes en los que ha militado.
| Club                            | Div.          | Temporada     | Liga  | Liga  | Copas nacionales | Copas nacionales | Copas internacionales | Copas internacionales | Total | Total |
| Club                            | Div.          | Temporada     | Part. | Goles | Part.            | Goles            | Part.                 | Goles                 | Part. | Goles |
| ------------------------------- | ------------- | ------------- | ----- | ----- | ---------------- | ---------------- | --------------------- | --------------------- | ----- | ----- |
| Arminia Bielefeld II · Alemania | 4.ª           | 2010-11       | 18    | 0     | ―                | ―                | ―                     | ―                     | 18    | 0     |
| Arminia Bielefeld II · Alemania | 5.ª           | 2011-12       | 1     | 0     | ―                | ―                | ―                     | ―                     | 1     | 0     |
| Arminia Bielefeld II · Alemania | Total club    | Total club    | 19    | 0     | 0                | 0                | 0                     | 0                     | 19    | 0     |
| Arminia Bielefeld · Alemania    | 2.ª           | 2010-11       | 10    | 0     | 0                | 0                | ―                     | ―                     | 10    | 0     |
| Arminia Bielefeld · Alemania    | 3.ª           | 2011-12       | 10    | 0     | 1                | 0                | ―                     | ―                     | 11    | 0     |
| Arminia Bielefeld · Alemania    | Total club    | Total club    | 20    | 0     | 1                | 0                | 0                     | 0                     | 21    | 0     |
| SC Paderborn 07 · Alemania      | 2.ª           | 2011-12       | 12    | 0     | ―                | ―                | ―                     | ―                     | 12    | 0     |
| SC Paderborn 07 · Alemania      | 2.ª           | 2012-13       | 29    | 0     | 1                | 0                | ―                     | ―                     | 30    | 0     |
| SC Paderborn 07 · Alemania      | 2.ª           | 2013-14       | 17    | 0     | 2                | 0                | ―                     | ―                     | 19    | 0     |
| SC Paderborn 07 · Alemania      | Total club    | Total club    | 58    | 0     | 3                | 0                | 0                     | 0                     | 61    | 0     |
| RB Leipzig · Alemania           | 3.ª           | 2013-14       | 16    | 0     | ―                | ―                | ―                     | ―                     | 16    | 0     |
| RB Leipzig · Alemania           | 2.ª           | 2014-15       | 30    | 0     | 3                | 0                | ―                     | ―                     | 33    | 0     |
| RB Leipzig · Alemania           | 2.ª           | 2015-16       | 28    | 0     | 0                | 0                | ―                     | ―                     | 28    | 0     |
| RB Leipzig · Alemania           | 1.ª           | 2016-17       | 32    | 1     | 1                | 0                | ―                     | ―                     | 33    | 1     |
| RB Leipzig · Alemania           | 1.ª           | 2017-18       | 30    | 0     | 1                | 0                | 10                    | 0                     | 41    | 0     |
| RB Leipzig · Alemania           | 1.ª           | 2018-19       | 26    | 0     | 5                | 0                | 8                     | 0                     | 39    | 0     |
| RB Leipzig · Alemania           | 1.ª           | 2019-20       | 17    | 0     | 2                | 0                | 5                     | 1                     | 24    | 1     |
| RB Leipzig · Alemania           | Total club    | Total club    | 179   | 1     | 12               | 0                | 23                    | 1                     | 214   | 2     |
| S. S. C. Napoli · Italia        | 1.ª           | 2019-20       | 15    | 1     | 5                | 0                | 2                     | 0                     | 22    | 1     |
| S. S. C. Napoli · Italia        | 1.ª           | 2020-21       | 24    | 2     | 5                | 0                | 6                     | 1                     | 35    | 3     |
| S. S. C. Napoli · Italia        | 1.ª           | 2021-22       | 19    | 1     | 1                | 0                | 5                     | 0                     | 25    | 1     |
| S. S. C. Napoli · Italia        | 1.ª           | 2022-23       | 7     | 0     | 0                | 0                | 0                     | 0                     | 7     | 0     |
| S. S. C. Napoli · Italia        | 1.ª           | 2023-24       | 2     | 0     | 1                | 0                | 0                     | 0                     | 3     | 0     |
| S. S. C. Napoli · Italia        | Total club    | Total club    | 67    | 4     | 12               | 0                | 13                    | 1                     | 92    | 5     |
| Hertha Berlín · Alemania        | 2.ª           | 2024-25       | 22    | 0     | 2                | 0                | ―                     | ―                     | 24    | 0     |
| Hertha Berlín · Alemania        | Total club    | Total club    | 22    | 0     | 2                | 0                | 0                     | 0                     | 24    | 0     |
| Total carrera                   | Total carrera | Total carrera | 365   | 5     | 30               | 0                | 36                    | 2                     | 431   | 7     |
| 1. 2.                           |               |               |       |       |                  |                  |                       |                       |       |       |

## Palmarés

### Campeonatos nacionales
| Título      | Club            | País   | Año  |
| ----------- | --------------- | ------ | ---- |
| Copa Italia | S. S. C. Napoli | Italia | 2020 |
| Serie A     | S. S. C. Napoli | Italia | 2023 |

### Campeonatos internacionales
| Título               | Club (*)              | Sede  | Año  |
| -------------------- | --------------------- | ----- | ---- |
| Copa Confederaciones | Selección de Alemania | Rusia | 2017 |

(*) Incluyendo la selección.